# Jan Novotný (trenér)
Jan Novotný (10. červen 1953, Sezimovo Ústí) je československý hokejista a později hokejový trenér. Je odchovancem kladenského hokeje. 

Naposledy působil jako hlavní trenér druholigových Řisut, u kterých po sezoně 2013/2014 na vlastní žádost skončil, ačkoli od sezóny 2015/2016 se potřetí vrátil na post hlavního trenéra druholigových Řisut.

## Hráčská kariéra
Lední hokej začal hrát v sezoně 1966/67 v družstvu žáků SONP Kladno. Dne 11.12.1970 poprvé nastoupil v A-mužstvu. V době vojny v letech 1973/75 hrál za Duklu Jihlava, se kterou získal svůj první mistrovský titul. Po vojně prožil své nejlepší roky s paní Poldi na prsou. Stal se s Kladnem 4× mistrem ligy a vítězem Poháru mistrů evropských zemí. V mužstvu Kladna sehrál 739 zápasů a vstřelil 291 branek (v nejvyšší soutěži pak 338/104). Od srpna 1987 působil jeden rok v jugoslávském Novém Sadu, rok poté v německém Kulmbacheru. Aktivní hokejovou kariéru ukončil v sezoně 1990–1991 v Berouně, se kterým postoupil do první ligy. 

## Trenérská kariéra
Hned poté se vydal na dráhu trenérskou. V letech 1991–1996 působil jako trenér mládežnických celků Kladna, v sezoně 1995/1996 vedl tamní dorost. V létě 1996 nahradil v Kladně úspěšnou trenérskou dvojici Neliba - Müller. Tehdy se situace v Kladně nezdála být růžová. Klub měl nejnižší rozpočet v lize, všechna slavná jména se rozutekla (F. Kaberle, M. Procházka, P. Patera, O. Vejvoda), nikdo si netroufal odhadovat, jak na tom Kladno bude. Letní přípravu vedl sám, od září 1996 se mu asistentem stal Lubomír Bauer. Mužstvo pod jejich vedením překvapivě skončilo na 6. místě. V letech 1998–2000 úspěšně působil Jan Novotný ve Zvolenu (Slovensko). V letech 2000–2003 vedl GKS Katowice (Polsko), se kterým dosáhl historického úspěchu – po 30 letech skončili jako vicemistr Polska a to potom v dalších dvou sezónách zopakoval, v letech 2004–2007 vedl druholigové Řisuty, které dovedl k postupu z krajského přeboru do druhé ligy, v sezonách 2007–2009 vedl mužstvo Slaného. Od sezony 2009/2010 vede znovu druholigové Řisuty, kde nahradil Eduarda Nováka. S těmi hned v první sezoně, poprvé v historii klubu, vyhrál základní část soutěže. V Řisutech působil nepřetržitě až do konce ročníku 2013/2014, kdy na vlastní žádost skončil a nadále se věnuje jen práci učitele, kterou vykonával v posledních letech společně s trenérským řemeslem. Po neúspěšné hokejové sezóně druholigových Řisut v sezóně 2014/2015 nahradil svého bývalého spoluhráče Jana Nelibu v roli hlavního trenéra, a již potřetí v historii novodobých hokejových II. ligových Řisut se vrací na tento post. Sezónou 2016/2017 ukončil trenérskou činnost a věnuje se výhradě činnosti pedagogické na 12.ZŠ v Kladně, kde mimo jiné učí budoucí hokejisty. Je členem Síně slávy kladenského hokeje.